# فرمان هشت‌ماده‌ای خامنه‌ای به سران قوا
پیام هشت ماده‌ای خامنه‌ای به سران قوا، به فرمانی گفته می‌شود که سید علی خامنه‌ای رهبر جمهوری اسلامی با اذعان به وجود آلودگی در نظام جمهوری اسلامی به مفاسد اقتصادی، در تاریخ ۱۰ اردیبهشت ۱۳۸۰ خطاب به سران سه قوه صادر کرد و خواستار برخورد با آن شد. این فرمان بعد از تذکرات و هشدارهای فراوانی صادر شد که از سال ۱۳۷۵ بارها تکرار شده بود.
صدور این فرمان، پیامدهای زیادی در سطح قوای سه‌گانه و نیز از جمله تشکل‌ها و گروه‌ها داشت. تشکیل ستاد مبارزه با مفاسد اقتصادی که از معدود ستادهایی با حضور رؤسای سه قوه‌است، از این جمله‌است.
با اینکه تقریباً تمام کارهای انجام شده توسط قوا، جنبه تشریفاتی داشته و تغییر چندانی در سطح مبارزه با مفسدین ایجاد نشده،
اما مبارزه با مفاسد اقتصادی را به یکی از مطالبات جدی گروه‌ها و بالاخص تشکلهای دانشجویی تبدیل کرده‌است.
از این بالاتر، در این فرمان، که در زمان شکل‌گیری تشکلی با عنوان جنبش عدالتخواه دانشجویی رخ داد، در فرایند تشکیل و انسجام آن تأثیر چشم‌گیری داشت.